# Monumento alla Resistenza europea

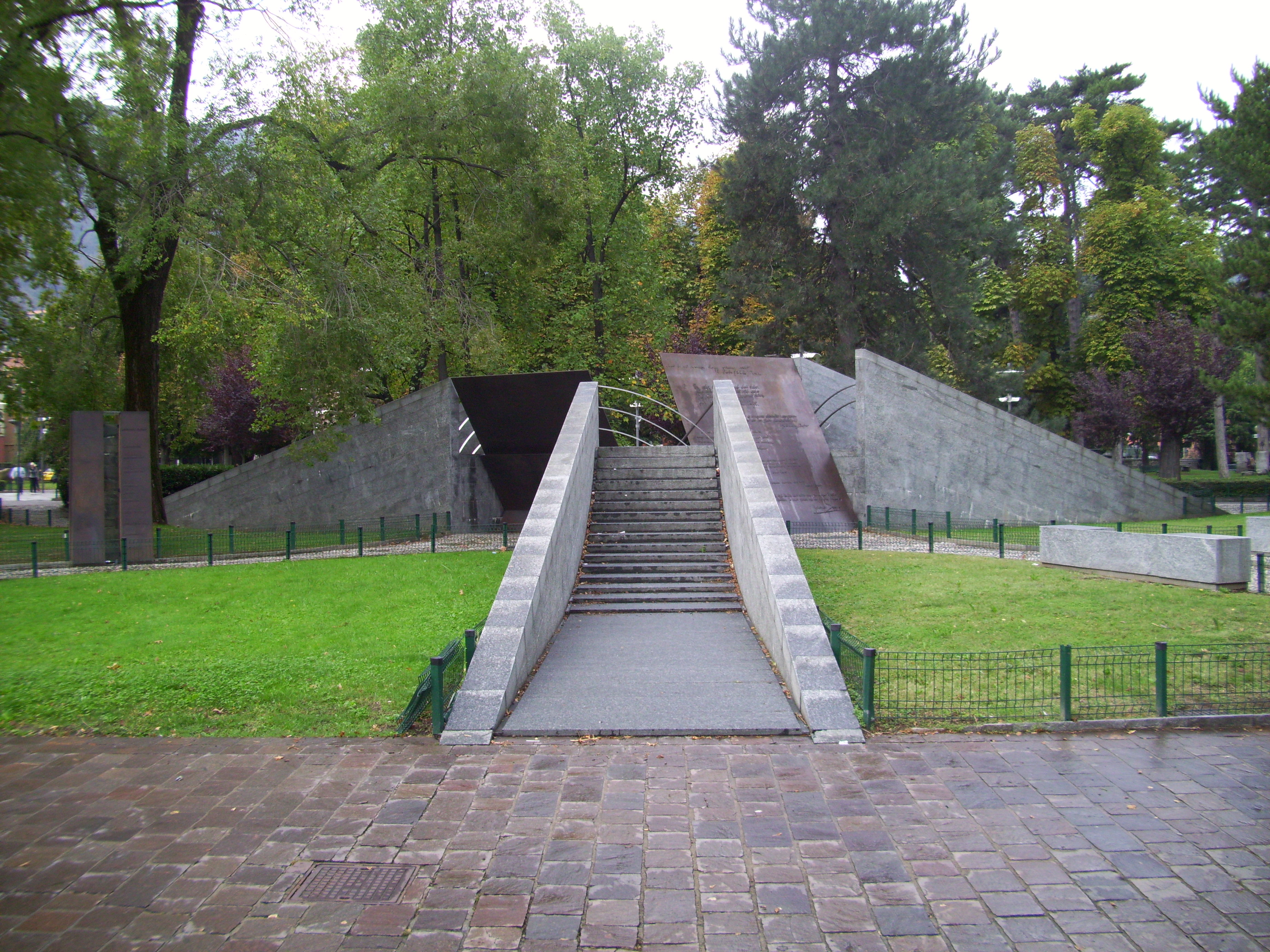
Monumento alla Resistenza europea

Das Monumento alla Resistenza europea (deutsch Denkmal für den europäischen Widerstand) ist in Como ein Denkmal des Mailänder Bildhauers Gianni Colombo zur Erinnerung an den Widerstand gegen den Nationalsozialismus in Europa. Das Denkmal ist auch den Opfern der Atombombenabwürfe von 1945, der Vernichtungslager und allgemein des Zweiten Weltkriegs gewidmet.

## Lage
Es steht an exponierter Stelle in einer Parkanlage, den Gardini pubblici a Lago, direkt am Ufer des Comer Sees, am Uferweg Lungolago Mafalda di Savoia, in der Nähe des von Giuseppe Terragni erbauten Kriegerdenkmals, des Monumento ai Caduti.

## Entstehung
Das Denkmal wurde von der Gemeinde Como errichtet, auf Vorschlag des in Como ansässigen L'Istituto Comasco per la Storia del Movimento di Liberazione = Institut für Geschichte der Befreiungsbewegung, heute: Istituto di Storia Contemporanea „Pier Amato Perretta“ = Institut für Zeitgeschichte „Pier Amato Perretta“.
Auf der Basis eines Wettbewerbs wurde 1978 von einer Expertenkommission unter dem Vorsitz des Bürgermeisters Comos, Antonio Spallino, aus den 34 eingereichten Vorschlägen der Siegerentwurf ausgewählt und der Standort festgelegt. Am 28. Mai 1983 weihte Antonio Spallino in Anwesenheit des damaligen italienischen Präsidenten Sandro Pertini das Denkmal ein.

## Beschreibung
Das begehbare Denkmal besteht aus drei im Kreis stehenden Granitrampen mit eingebauten Treppen, die ohne Ausweg nach oben ins Leere führen und so die ausweglose Situation der NS-Gefangenen symbolisieren. Zwischen dem Treppenkreis stehen drei auf Wegen erreichbare einander abgewandte Metalltafeln, 4,5 m hoch in einem Winkel von 55 Grad geneigt. In die Tafeln sind in der jeweiligen Originalsprache, teilweise in der Originalhandschrift, 18 kurze Texte eingraviert, die hingerichtete Widerstandskämpfer aus 18 Ländern kurz vor ihrem Tod verfasst haben. Sie stammen zum größten Teil aus dem Sammelband Lettere di condannati a morte della Resistenza Europea. Marmortafeln zwischen den Rampen zeigen Übersetzungen in mehreren Sprachen, unter ihnen auch Deutsch.
Der deutsche Widerstand ist durch Elli Voigt mit folgendem Text, einem Zitat aus dem Abschiedsbrief an ihren Ehemann, in Großbuchstaben vertreten: DEUTSCHLAND - IN DER HOFFNUNG AUF DAS LEBEN, GEHE ICH IN DEN TOD. ICH GEHE IM GLAUBEN AN EIN BESSERES LEBEN FÜR EUCH - ELLI VOIGT ARBEITERIN ENTHAUPTET AM 8.12.1944.
Eine Stele neben dem Treppenkreis enthält in schwarzen Bohlen eingeschlossene Steinfragmente aus den Vernichtungslagern Natzweiler-Struthof, Ravensbrück, Sachsenhausen, Bergen-Belsen, Auschwitz, Dachau, Mauthausen. Eine eiserne pyramidenartige Skulptur mit einem eingeschlossenen Stein aus Hiroshima erinnert an die Opfer des Atombombenabwurfs.

## 18 Widerstandskämpfer
Folgende Widerstandskämpfer werden auf den Tafeln zitiert:
- Belgien: Marguerite Bervoets,
- Bulgarien: Ahmed Tatanov Ammedov,
- Dänemark: Christian Ulrik Hansen,
- Deutschland: Elli Voigt,
- Frankreich: Jacques Decour,
- Griechenland: Serafim Triantafyllou,
- Italien: Pier Amato Perretta,
- Jugoslawien: Ratko Žarić,

- Luxemburg: Adolphe Claude,
- Niederlande: Anne Frank,
- Norwegen: Borgen Bøe,
- Österreich: Rudolf Fischer,
- Polen: Inschrift an einer Zellenwand des Gestapo-Hauptquartiers in Warschau,
- Rumänien: Filomon Sârbu/Sîrbu,
- Sowjetunion: Irina Malozon,
- Tschechoslowakei: Julius Fučík,
- Ungarn: István Pataki,
- Galizien: Chaim – ein 14-jähriger Junge im Namen der Juden ganz Europas.

## Sonstiges
An bestimmten Jahrestagen, wie am Tag der Befreiung, 25. April 1945, oder am Tag des Atombombenabwurfs auf Hiroshima, 6. August 1945, finden am Denkmal Gedenkveranstaltungen mit Reden und Musik statt.